# امارت هرات
شاهزاده‌نشین هرات که به نام‌های امارت هرات و خانات هرات نیز شناخته می‌شود، ایالتی در افغانستان از ۱۷۹۳ تا ۱۸۶۳ میلادی و یکی از ۳ امارت اصلی افغانستان در سده نوزدهم (دوتای دیگر خانات کابل و قندهار بودند) بود.
در سال ۱۷۹۳ با درگذشت تیمور شاه درانی، شاه محمود کنترل هرات را به دست گرفت و مستقل شد. در سال ۱۸۰۱ شاهزاده‌نشین توسط فیروزالدین میرزا احیا شد. هرات در دوران حکومت او علیرغم حملات ایران آباد بود. در سال ۱۸۱۸، شاه محمود و بعداً کامران میرزا زمام امور را به دست گرفتند و سعی کردند منطقه را به عنوان حائلی میان بارک‌زایی‌ها و قاجارها ثابت نگه دارند. با این حال، منطقه به دلیل درگیری‌های مداوم ویران شد.
حمله ایران در سال ۱۸۳۷ امارت را تضعیف کرد و در نهایت یارمحمد خان الکوزی آخرین حاکم کامران شاه را در سال ۱۸۴۲ سرنگون کرد و مرزهای شاهزاده را به سمت چهار ولایت، قلمرو ایماق و لاش و جوین گسترش دهد. با مرگ او در سال ۱۸۵۱، امارت به دلیل وجود حاکمان بی کفایت و همچنین جنگ داخلی و تهاجم ایران در سال ۱۸۵۶ رو به افول گذاشت.
تضعیف امارت به بارکزایی‌ها اجازه داد تا هرات را محاصره کنند. در نهایت آن‌ها توانستند شهر را در ۲۷ می ۱۸۶۳ تصرف کنند و به موجودیت هرات به عنوان یک کشور مستقل پایان دهند.